# Israel Salazar
Israel Salazar de Luna Freire, ou simplesmente Israel Salazar (Rio de Janeiro, 11 de julho de 1990) é um cantor, compositor, multi-instrumentista e arranjador brasileiro de música cristã contemporânea, conhecido por ser um dos vocalistas da banda Diante do Trono desde o ano de 2009. O cantor antes de entrar no grupo, teve sua formação ministerial no Centro de Treinamento Ministerial Diante do Trono, o CTMDT Arquivado em 23 de fevereiro de  2020, no Wayback Machine..

## Biografia
Israel nasceu na capital do Rio de Janeiro, foi criado em Palmas, capital do Tocantins, por seus pais que foram para o estado como missionários e permanecem lá até hoje. Até a adolescência, em um meio religioso o músico se viu bastante envolvido com música, sendo instrumentista de uma banda local. Entretanto, em 2008 o cantor decidiu deixar tudo e se tornou um aluno do CTMDT, e embora pela pouca idade em relação aos outros, foi chamado para ser integrante do Diante do Trono.
Sua primeira gravação ocorreu em 2009, no álbum Tua Visão. Com o tempo, o cantor foi ganhando destaque como vocalista, sendo o principal de sua área dentre os integrantes masculinos, deixando de ser back vocal para se tornar um dos vocalistas mais notáveis da história do Diante do Trono. Ao longo das gravações do ministério, solou as canções Te Exaltamos Pai (DVD Tua Visão), Por Ti Eu Existo (DVD Aleluia), Quão Grande És Tu (DVD Sol da Justiça), Escudo e Proteção (DVD Creio), Deus do Recomeço (DVD Tu Reinas) e Eu Sou (DVD Tetelestai).
É casado desde 2011 com Priscila Salazar. Participou dos discos Uma História de Amor, de Adhemar de Campos e no álbum Pra Te Adorar do cantor Moisés Nazaré, interpretando a canção "Amigo Fiel", clássico de sucesso do Diante do Trono, ambos em 2012.
Em fevereiro de 2013, Salazar atuou como arranjador e um dos principais compositores do álbum Nada Temerei, de Ana Nóbrega, lançado pela gravadora Som Livre.

## Discografia
Álbuns
- Jesus (2015)
- Avante (2017)
- Salazar Ao Vivo (2020)
- Ao Orar (2022)
- Ao Orar 2 (2023)
- 2 OU + (2023)
- Eu Tô no Culto (2024)

Singles
- É Natal (2015)
- Deus Conosco (2015)
- Tua Igreja Canta (2017)
- Fé Inabalável (2019)
- Move o Sobrenatural (2019)[7]

Com o CTMDT
- Não Haverá Limites (2008)

Com o Diante do Trono
- Tua Visão (2009)
- Aleluia (2010)
- Sol da Justiça (2011)
- Glória a Deus (2012)
- Creio (2012)
- Suomi Valtaistuimen Edessä (2012)
- Renovo (2013)
- Tu Reinas (2013)
- Läpimurto (2014)
- Tetelestai (2015)
- Pra Sempre Teu (2016)
- Deserto de Revelação (2016)
- Muralhas (2017)
- Imersão 3 (2019)